# 戸田廉吉
戸田 廉吉（とだ れんきち　1901年 - 1945年7月26日）は、日本の元アマチュア野球選手、大日本帝国陸軍軍人。和歌山県出身。ポジションは外野手。

## 来歴・人物
和歌山中学（現・和歌山県立桐蔭高等学校）在学中は、甲子園に3回出場（夏3回（1919年、1920年、1921年））。最後の出場となった1921年夏の大会では、初戦の神戸一中（現・兵庫県立神戸高等学校）戦と、決勝戦の京都一商（現・京都市立西京高等学校・附属中学校）戦でホームランを放ち、同校の初優勝に大きく貢献した。ちなみに、この大会での和歌山中は4試合で75点という、未だに破られていないチーム得点の大会記録を持っているが、戸田もまた2本塁打という大会最多本塁記録をもって、このチームの大記録に花を添えたのであった（第7回全国中等学校優勝野球大会の項も参照）。
1922年に早大に入学、大学野球でもリーグ戦に出場した。しかし早大卒業後応召され、大日本帝国陸軍第28軍に配属。1945年7月26日（終戦19日前）にビルマの戦いにおけるシッタン作戦従軍中に、ビルマ・シッタン河で溺死（戦死）した。享年44。
東京ドーム内の野球殿堂博物館にある戦没野球人モニュメントに、彼の名が刻まれている。